# デヴィッド・マレット (劇作家)
デヴィッド・マレット (David Mallet)、ないしデヴィッド・マロック（David Malloch、1705年頃 - 1765年）は、スコットランドの劇作家。
エディンバラ大学に学び、1723年にロンドンに移り、家庭教師 (private tutor) として働いた。ロンドンではアレキサンダー・ポープ、ジェームズ・トムソンら文人たちと親交を結び、ボリングブルック子爵ヘンリー・シンジョンの知遇を得た。
彼の最もよく知られた代表作とされる『William and Margaret』は、伝承バラッドを基にしたもので、ロンドンに移った同年に発表された。1740年にはトムソンとの共作で仮面劇『Alfred』を発表し、その中で歌われた「ルール・ブリタニア」が広まった。当時は人気があった彼の他の戯曲や詩文（『Amyntor and Theodora』など）は、今日ではほとんど忘れ去られているが、1754年にボリングブルック子爵の著作を編纂して出版したのはマレットであった。

## 経歴
マレットは、おそらくは、ドラモンド卿 (Lord Drummond) のパースシャーの領地を預かっていた裕福な小作人（テナント・ファーマー (tenant farmer)）で、ローマ・カトリックの信徒であり、非合法化されたグレガー氏族に属していたジェームズ・マロック・オブ・ダンルカン (James Malloch of Dunruchan) の次男であった。一家は、1715年のジャコバイト蜂起によって苦境に陥った。1733年の時点で28歳と称していたマレットは、1705年ころの生まれとされる。また、おそらくはクリーフの小教区学校でジョン・カーの教えを受けていたものと思われる。
1717年の時点で、マレットはエディンバラ・ハイ・スクールで学校用務員として働いていた。1720年には、ドレグホーンのホーム家の息子たちの家庭教師 (resident tutor) となり、1723年までその職を務めながら、1721-22年と22-23年の学年度にはエディンバラ大学で学び、ともに学び、後に詩人、そして共作者となるジェームズ・トムソンと友人になった。1723年7月、マレットはモントローズ公爵の息子たちの家庭教師の職に就いた。学位は取得せずに大学を離れたマレットは、8月にロンドンへ赴き、次いでウィンチェスター近郊の公爵の領地であるショーフォードに向かった。マレットは1731年まで公爵家に留まり、おもにロンドンとショーフォードで過ごした。この間、1726年には、表向きには、カーの『Donaides』を模した英語の詩作に対して、アバディーン大学から名誉学位として M.A. を授与された。1727年はじめには、教え子である公爵の息子たちとともに、大陸ヨーロッパへのグランド・ツアーに赴いた。1731年末に、マレットは公爵家を離れ、アレキサンダー・ポープの推薦で、ジョン・ナイト (John Knight) の義理の息子の家庭教師として、ナイトの妻である元のニューシャム夫人 (formerly Mrs. Newsham) のいるエセックス州ゴスフィールドに赴いた。
1733年11月2日、マレットは教え子とともに、オックスフォード大学のセント・メアリ・ホール (St Mary Hall, Oxford) に入学し、以降1734年9月27日まで精勤した。1735年3月5日には、エディンバラ大学に請求していた M.A. の学位が授与され、同月15日には B.A. を取得してオックスフォード大学を卒業し、4月6日には同じく M.A. の学位も取得した。その後、同年中に再び海外へ渡った。
マレットは、反対する者もいたものの、1742年5月27日にプリンス・オブ・ウェールズだったフレデリック・ルイス付きの次官に任じられた。1745年には、オランダへの旅行に赴いた。
1763年、マレットは、それまで彼が称賛して止まなかったビュート伯ジョン・ステュアートから、ロンドンからの輸出帳簿の検査官職 (the post of inspector of exchequer-book in the outports of London) を贈られたが、彼は終身この閑職に就ていた。翌年秋、彼は妻ルーシー (Lucy) とパリで過ごしたが、健康を害してロンドンへ帰国を余儀なくされた。マレットは、1765年4月21日に死去し、4月27日にサウス・オードリー・ストリートのセント・ジョージ墓地 (St. George's cemetery) に埋葬された。

## 作品
マレットは、1720年に雑誌『Edinburgh Miscellany』に「Pastoral」と題した詩を発表し、大学在学中には数多くの短い詩を書いたが、その中にはジョン・ミルトンを模した「The Transfiguration」という作品もあり、1793年に雑誌『Edinburgh Magazine』（ウォルター・ラディマンが刊行していたもの）に掲載された。モントローズ公爵家に仕える直前に書いたバラッド『William and Margaret』は、当初は匿名でブラックレターによって発表され、その後1924年にアラン・ラムゼイが編纂した詩選集『Tea-Table Miscellany』や、アーロン・ヒルの『Plain Dealer』No.36 に掲載された。さらにいくつもの詩が発表され、その多くはジョン・カーに献じられていたが、1725年2月には、友であるトムソンにとっての「クレイオー」であった「ミラ (Mira)」についての詩句を綴った。1726年3月に発表されたトムソンの詩「Winter」に、マレットはサー・スペンサー・コンプトン（後のウィルミントン伯爵）への献辞を書き加え、第2版では自らの詩句も加えた。これより前、1725年の早い時期に、マレットは同じようなテーマの詩を書いており、トムソンはそれを称賛していた。大陸から帰還したマレットは、1726年に執筆していた『The Excursion』を2巻本で出版する準備を進めた。

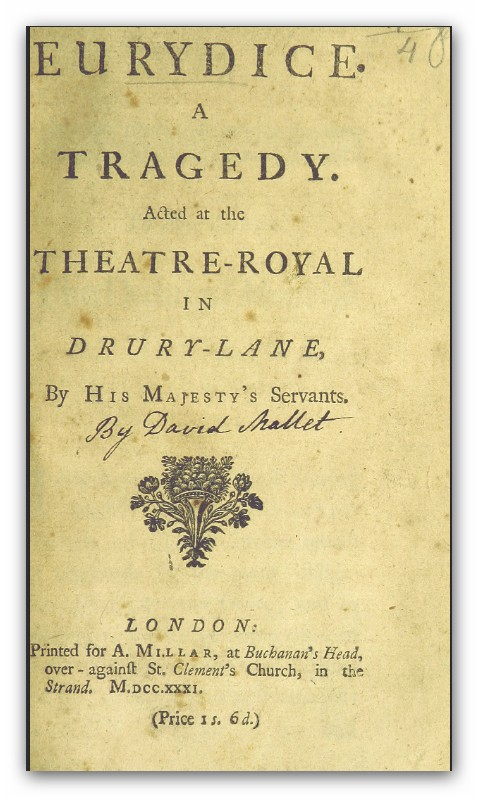

1731年2月22日、マレットは自ら制作にあたって自作の悲劇『ユーリディス (Eurydice)』をドルリー・レーンで上演したが、プロローグとエピローグはアーロン・ヒルが追加した。この作品は13回ほど上演され、後に1759年にも再演された。マレットは、1733年に発表した、ルイス・ティボルドを揶揄した詩『Verbal Criticism』において、ポープへの謝意を表している。
マレットは、1739年2月13日にドルリー・レーンで上演した悲劇『Mustapha』でさらに名声を高めた。この作品のプロローグはトムソンによるもので、この上演はプリンス・オブ・ウェールズだったフレデリック・ルイスに献じられたが、この作品はトムソンの『Edward and Eleonora』と同様に、ただし、より穏やかな形で、国王ジョージ2世とサー・ロバート・ウォルポールを非難するものであった。ジェームズ・クインがスレイマン (Solyman) を演じたこの作品は、14回上演された。1740年、マレットはフランシス・ベーコンの短い伝記を書いたが、その直後に、マレットとトムソンは、フレデリックから、長女であるオーガスタ・オブ・ウェールズの誕生日とジョージ1世の即位の26周年記念の祝賀行事として、仮面劇『Alfred』の執筆を命じられた。この仮面劇は、1740年8月1日に、クリブデンの庭園で、プリンス・オブ・ウェールズ夫妻臨席のもと、クイン、クリスティアナ・ホートン、キティ・クライヴらがおもな役柄を演じて上演された。
1744年に死去したマールバラ公爵夫人サラ・チャーチルが、夫であった初代マールバラ公ジョン・チャーチルの伝記をまとめることを求めて、マレットとリチャード・グローヴァーに £1,000 を遺贈したが、グローヴァーがこれを断ったため、マレットがひとりでこの仕事を引き受けた。しかし、マレットは、少しばかり調査をしただけで終わった。1747年5月には、詩『Amyntor and Theodora, or the Hermit』を発表した。
マレットとトムソンは、初代リテルトン男爵ジョージ・リトルトンを介して、プリンス・オブ・ウェールズの支援を受けていたが、リテルトンが寵愛を失い失脚すると支援を失った。その後、マレットはボリングブルック卿の庇護を受けるようになリ、1749年に発表した『Patriot King』の新版では、故人となっていたポープについて、この作品に密かに手を入れ、1738年に出版したと攻撃した。このため、ポープの友人たちとの間で、しばらくの間、パンフレットによる非難の応酬があった。その後、マレットは、ボリングブルック卿の著作集を編纂し、1754年3月に5巻本で出版した。サミュエル・ジョンソンは、この取り組みについて、ボリングブルック卿は「その生涯を、キリスト教に向ける銃を装填することに費やし」、そして「半クラウンの餓えたスコットランド人に遺して、自分の死後に引き金を引かせた」と述べた。
1751年、トムソンの死から3年後、マレットは1740年の仮面劇『Alfred』の新版を発表した。この改作は大規模なもので、新たな場面や、歌が盛り込まれていた。この作品は、1751年2月23日にドルリー・レーンで上演され、デヴィッド・ギャリックが主役を務めた。次いで、1755年には、フランスとの戦争（七年戦争）が近いという時局から生じていた愛国感情に訴える仮面劇『Britannia』が発表された。5月9日にドルリー・レーンで上演されたこの作品では、ギャリックが酔った船員として登場し、プロローグを語った。
その後、マレットは、1760年のバラッド『Edwin and Emma』など小品を手がけていたが、1757年には「凡夫 (Plain Man)」がビング提督を糾弾する熱烈な告発も書いた。
1763年1月19日、「半額暴動 (half-price riots)」の最中、マレットの『Elvira』がドルリー・レーンで上演された。ギャリックがドン・ペドロ (Don Pedro) を演じたが、これは彼が最後に演じた新作の役柄であった。しかし、この作品は、ジェイムズ・ボズウェルほか二人のスコットランド人同胞による批判のパンフレット『Critical Strictures』で叩かれた。
マレットの詩「The tragedy of Bowes」は、1834年に刊行されたカスバート・シャープの『The Bishoprick Garland』の中に引用されている。